# 高松亜衣
高松 亜衣（たかまつ あい、1998年12月10日 - ）は日本のヴァイオリニスト。

## 略歴
愛知県一宮市出身。3歳のとき、兄のレッスンへ同行したことをきっかけにヴァイオリンを始める。スズキ・メソード出身。名古屋市立菊里高等学校音楽科を経て、東京藝術大学音楽学部器楽科を卒業。これまで、長谷川敏子、豊田耕兒、林茂子、清水高師に師事。
現在は東京を中心に演奏活動を行い、ライブ配信やYouTubeへの動画投稿なども活発に行っている。クラシックリサイタル以外は、「高松あい」として活動。

## 人物
趣味は歌うこと、映画・ドラマ鑑賞。好きな食べ物はパンケーキ、油のいいポテト。キュートなルックスやSNSでの立ち振る舞いから、アイドル的な人気を博している。

## 受賞歴
2015年 - 第69回全日本学生音楽コンクール高校の部：名古屋大会　第1位／全国大会　第3位
2018年 - 第33回練馬区新人演奏会出演者選考オーディション：優秀賞（オーディション合格者による同演奏会にて東京フィルハーモニー交響楽団と共演）
2018年 - 第70回東京国際芸術協会新人演奏会：優秀新人賞
2019年 - 第26回ブルクハルト国際音楽コンクール：第1位

## ライブ配信・動画投稿などの活動
2019年9月より、17LIVEでの配信を開始、10月には認証ライバーとなった（2021年9月30日まで）。定期イベントではランキング上位に入り、オンラインイベントの勝者が出演する2020年1月25日開催の第1回『17 Music Wave』にてパフォーマンスを披露した。　
ライブ配信アプリでの活動開始にあたり、Twitter、YouTube、InstagramなどSNSへの投稿頻度を高めた。特に2020年4月ごろより演奏動画の投稿を本格化したYouTubeチャンネルは、2021年10月11日にチャンネル登録者数が10万人を突破している。

## ディスコグラフィー

### CD

#### 高松亜衣 名義の作品
| # | リリース日     | タイトル                                                                   | 販売形態 | 規格品番     | レーベル               | 備考                                                                       |
| - | -------------- | -------------------------------------------------------------------------- | -------- | ------------ | ---------------------- | -------------------------------------------------------------------------- |
| 1 | 2020年 9月 1日 | 白いケース                                                                 | CD       | 個人リリース | 個人リリース           | 無伴奏ヴァイオリンのためのオリジナル曲                                     |
| 2 | 2021年12月24日 | The Four Seasons                                                           | CD       | TAC-0001     | タクティカートレーベル | ヴィヴァルディ：ヴァイオリン協奏曲集『四季』                               |
| 3 | 2022年 2月28日 | Allein                                                                     | CD       | TAC-0002     | タクティカートレーベル | 無伴奏ヴァイオリンのためのクラシック音楽作品集                             |
| 4 | 2022年10月15日 | 高松亜衣 ヴァイオリンリサイタル ーFelix Mendelssohn 輝きと影ーコンサートCD | CD       | TAC-0003     | タクティカートレーベル | 高松亜衣 ヴァイオリンリサイタル ーFelix Mendelssohn 輝きと影ーコンサートCD |
| 5 | 2023年2月5日   | PRISM                                                                      | CD       | TAC-0004     | タクティカートレーベル | 書き下ろした連作短編集をもとに、作られたオリジナルアルバム。               |

### DVD
| # | リリース日     | タイトル                                                                   | レーベル               | 規格品番 | 販売形態 |
| - | -------------- | -------------------------------------------------------------------------- | ---------------------- | -------- | -------- |
| 1 | 2021年 2月 1日 | 12/24高松亜衣presentsクリスマス・ストリングスコンサート                    | タクティカートレーベル | TAV-0001 | DVD      |
| 2 | 2022年10月15日 | 高松亜衣ヴァイオリンリサイタル ーFelix Mendelssohn 輝きと影ーコンサートDVD | タクティカートレーベル | TAV-0002 | DVD      |

## 主な出演コンサート

### 2020年
- 7月25日 - 8月2日〈高松あいヴァイオリンリサイタル「Colorful」〉

| # | 公演日  | 会場                                        | 曲目                                                                   | 共演               |
| - | ------- | ------------------------------------------- | ---------------------------------------------------------------------- | ------------------ |
| 1 | 7月25日 | アーク栄サロンホール                        | パガニーニ：24のカプリスより第24番 サラサーテ：ツィゴイネルワイゼン 他 | 大野紘平（ピアノ） |
| 2 | 7月31日 | 大泉学園ゆめりあホール                      | パガニーニ：24のカプリスより第24番 サラサーテ：ツィゴイネルワイゼン 他 | 大野紘平（ピアノ） |
| 3 | 8月 2日 | 所沢市民文化センターミューズ キューブホール | パガニーニ：24のカプリスより第24番 サラサーテ：ツィゴイネルワイゼン 他 | 大野紘平（ピアノ） |

### 2021年
- 3月5日 - 3月22日〈高松亜衣卒業記念リサイタル 全国ツアー〉

| # | 公演日  | 会場                                        | 曲目 | 共演               |
| - | ------- | ------------------------------------------- | --- | ------------------ |
| 1 | 3月 5日 | 六花亭ふきのとうホール                      | ヨアヒム：ロマンス ハ長調 R. シューマン：３つのロマンス クララ・シューマン：ヴァイオリンとピアノのための３つのロマンス ブラームス：４つの厳粛な歌 ブラームス：ヴァイオリンソナタ第1番『雨の歌』 他 | 米津真浩（ピアノ） |
| 2 | 3月10日 | 芸術創造センター ホール                     | ヨアヒム：ロマンス ハ長調 R. シューマン：３つのロマンス クララ・シューマン：ヴァイオリンとピアノのための３つのロマンス ブラームス：４つの厳粛な歌 ブラームス：ヴァイオリンソナタ第1番『雨の歌』 他 | 米津真浩（ピアノ） |
| 3 | 3月13日 | 黒崎ひびしん 中ホール                       | ヨアヒム：ロマンス ハ長調 R. シューマン：３つのロマンス クララ・シューマン：ヴァイオリンとピアノのための３つのロマンス ブラームス：４つの厳粛な歌 ブラームス：ヴァイオリンソナタ第1番『雨の歌』 他 | 米津真浩（ピアノ） |
| 4 | 3月15日 | 東大阪市文化創造館 ジャトーハーモニーホール | ヨアヒム：ロマンス ハ長調 R. シューマン：３つのロマンス クララ・シューマン：ヴァイオリンとピアノのための３つのロマンス ブラームス：４つの厳粛な歌 ブラームス：ヴァイオリンソナタ第1番『雨の歌』 他 | 米津真浩（ピアノ） |
| 5 | 3月17日 | イズミティ21 小ホール                       | ヨアヒム：ロマンス ハ長調 R. シューマン：３つのロマンス クララ・シューマン：ヴァイオリンとピアノのための３つのロマンス ブラームス：４つの厳粛な歌 ブラームス：ヴァイオリンソナタ第1番『雨の歌』 他 | 米津真浩（ピアノ） |
| 6 | 3月18日 | 松本市民芸術館 小ホール                     | ヨアヒム：ロマンス ハ長調 R. シューマン：３つのロマンス クララ・シューマン：ヴァイオリンとピアノのための３つのロマンス ブラームス：４つの厳粛な歌 ブラームス：ヴァイオリンソナタ第1番『雨の歌』 他 | 米津真浩（ピアノ） |
| 7 | 3月22日 | 北とぴあ さくらホール                       | バッハ：無伴奏ヴァイオリンソナタ第1番 ベートーヴェン：ヴァイオリンソナタ第9番『クロイツェル』 ブラームス：ヴァイオリンソナタ第1番『雨の歌』 他                                                     | 米津真浩（ピアノ） |

- 7月8日 - 7月31日〈高松亜衣　夏ツアー2021〉

| # | 公演日  | 会場                                        | 曲目 | 共演               |
| - | ------- | ------------------------------------------- | --- | ------------------ |
| 1 | 7月 8日 | 東大阪市文化創造館 ジャトーハーモニーホール | モーツァルト：ヴァイオリンソナタ第18番 K.301 ヴィターリ：シャコンヌ R. シュトラウス：ヴァイオリンソナタ 他 | 角野未来（ピアノ） |
| 2 | 7月10日 | 電気文化会館 コンサートホール               | モーツァルト：ヴァイオリンソナタ第18番 K.301 ヴィターリ：シャコンヌ R. シュトラウス：ヴァイオリンソナタ 他 | 角野未来（ピアノ） |
| 3 | 7月31日 | 第一生命ホール                              | モーツァルト：ヴァイオリンソナタ第18番 K.301 ヴィターリ：シャコンヌ R. シュトラウス：ヴァイオリンソナタ 他 | 角野未来（ピアノ） |

- 8月21日〈W CONCERTO 角野未来×高松亜衣 with タクティカートオーケストラ〉

　会場：杉並公会堂 大ホール
　曲目：メンデルスゾーン ヴァイオリン協奏曲ニ短調（アンコール：チャイコフスキー 『なつかしい土地の思い出』より第1曲 メロディ）
　共演：タクティカートオーケストラ、岡本陸（指揮）
- 11月20日、12月6日　高松亜衣×藤川亜依里×角野未来　魅惑のヴァイオリンとマンドリン ~アイに会いに行かnight~

| # | 公演日   | 会場                                        | 曲目                                         | 共演                                        |
| - | -------- | ------------------------------------------- | -------------------------------------------- | ------------------------------------------- |
| 1 | 11月20日 | 東大阪市文化創造館 ジャトーハーモニーホール | エルガー：愛の挨拶 クライスラー：愛の喜び 他 | 角野未来（ピアノ） 藤川亜依里（マンドリン） |
| 2 | 12月 6日 | かつしかシンフォニーヒルズ アイリスホール   | エルガー：愛の挨拶 クライスラー：愛の喜び 他 | 角野未来（ピアノ） 藤川亜依里（マンドリン） |

- 12月24日〈高松亜衣 presents クリスマス・ストリングスコンサート〉

　会場：杉並公会堂 大ホール
　曲目：ヴィヴァルディ：ヴァイオリン協奏曲集『四季』、バッハ：２つのヴァイオリンのための協奏曲（2ndソロ：堀内優里）、パッヘルベル：カノン　他
　出演者：ヴァイオリン：宮崎絢花、堀内優里、渡部真由香、淵野日奈子、去川聖奈／ヴィオラ：村松ハンナ、高梨瑞紀／チェロ：岡本梨紗子、稲垣真奈 ／コントラバス：岡本文音／チェンバロ ：西野晟一朗

### 2022年
- 2月28日 - 3月12日〈無伴奏ヴァイオリンリサイタル2022〉

| # | 公演日  | 会場                                               | 曲目 | 共演         |
| - | ------- | -------------------------------------------------- | --- | ------------ |
| 1 | 2月28日 | 六花亭ふきのとうホール                             | エルンスト：『夏の名残のバラ』 パガニーニ：カプリース第9番、第24番 イザイ：無伴奏ヴァイオリンのためのソナタ第3番 バッハ：無伴奏ヴァイオリンのためのパルティータ第2番 | 高松亜衣ソロ |
| 2 | 3月 1日 | 福岡市健康づくりサポートセンター あいれふホール    | エルンスト：『夏の名残のバラ』 パガニーニ：カプリース第9番、第24番 イザイ：無伴奏ヴァイオリンのためのソナタ第3番 バッハ：無伴奏ヴァイオリンのためのパルティータ第2番 | 高松亜衣ソロ |
| 3 | 3月 3日 | サンポートホール高松 第1小ホール                   | エルンスト：『夏の名残のバラ』 パガニーニ：カプリース第9番、第24番 イザイ：無伴奏ヴァイオリンのためのソナタ第3番 バッハ：無伴奏ヴァイオリンのためのパルティータ第2番 | 高松亜衣ソロ |
| 4 | 3月 5日 | 電気文化会館 コンサートホール                      | エルンスト：『夏の名残のバラ』 パガニーニ：カプリース第9番、第24番 イザイ：無伴奏ヴァイオリンのためのソナタ第3番 バッハ：無伴奏ヴァイオリンのためのパルティータ第2番 | 高松亜衣ソロ |
| 5 | 3月 7日 | 大阪工業大学梅田キャンパスOIT梅田タワー 常翔ホール | エルンスト：『夏の名残のバラ』 パガニーニ：カプリース第9番、第24番 イザイ：無伴奏ヴァイオリンのためのソナタ第3番 バッハ：無伴奏ヴァイオリンのためのパルティータ第2番 | 高松亜衣ソロ |
| 6 | 3月12日 | 渋谷文化総合センター大和田 さくらホール            | エルンスト：『夏の名残のバラ』 パガニーニ：カプリース第9番、第24番 イザイ：無伴奏ヴァイオリンのためのソナタ第3番 バッハ：無伴奏ヴァイオリンのためのパルティータ第2番 | 高松亜衣ソロ |